# Welcome to Willits (película de 2017)
Welcome to Willits es una película independiente de terror y ciencia ficción producida por Serge Levin, Jon Keeyes, Brandon Baker y Michael Rothstein, protagonizada por Dolph Lundgren, Rory Culkin, Bill Sage, Thomas Dekker y Serge Levin, dirigida por Trevor Ryan y basada en el cortometraje Welcome to Willits: After Sundown, también dirigido por Trevor Ryan. La película fue filmada en Luisiana, Estados Unidos, producida por Yale Productions, SSS Entertainment, BondIt y Real Horror Show Pictures y distribuida globalmente por Event Film Distribution. A su vez, Welcome to Willits cuenta con una duración de 82 minutos y fue estrenada en 2017.

## Sinopsis
La acción tiene lugar en los bosques de California del Norte, Estados Unidos, donde los habitantes tratan de defenderse de los ataques por parte de misteriosos invasores. Cuando un granjero llamado Brock (Bill Sage) es atrapado con un grupo de campistas perdidos, la situación rápidamente se torna en una masacre total. A su vez, Brock trata de mantener su cordura mientras defiende a su familia de percibidas amenazas sobrenaturales.

## Reparto
- Dolph Lundgren como Derek
- Rory Culkin como Possum
- Bill Sage como Brock
- Serge Levin como Jackson
- Thomas Dekker como Klaus